# Labrinth
Timothy McKenzie (* 21. března 1989, Hackney, Londýn, Spojené království), známější pod svým uměleckým jménem Labrinth, je anglický zpěvák, textař a producent.
Svoji premiéru v UK Singles Chart si odbyl v březnu roku 2010, kdy se při příležitosti spolupráce s Britským rapperem Tinie Tempah píseň Pass Out dostala na vrchol tohoto žebříčku. Svůj první sólo singl "Let the Sun Shine" vydal v září 2010 a v oficiální britské hitparádě se tentokrát umístil třetí. Debutové album Electronic Earth vydal 31. března 2012. Jeho vydání přecházeli další dva singly "Earthquake", na kterém opět spolupracoval s Tinie Tempahem a "Last Time". Také byl součástí alba LSD.